# Hüfingen

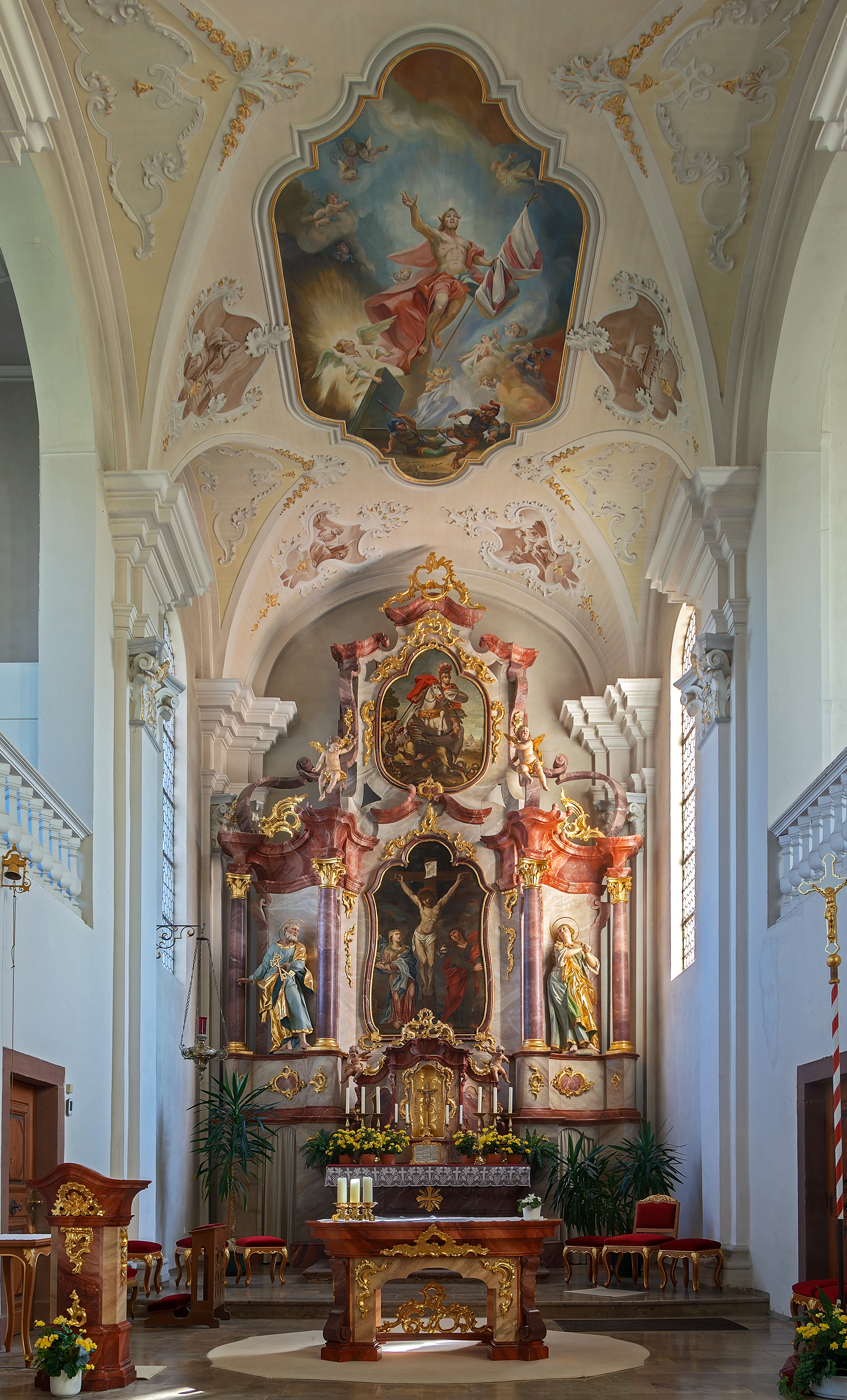
Le chœur de l'église de la paroisse catholique de St Georg à Mundelfingen, un quartier de Hüfingen. Architecte Peter Thumb. Photo aout 2019.

Hüfingen est une ville d'Allemagne située dans l'arrondissement de Forêt-Noire-Baar du land de Bade-Wurtemberg.

## Personnalités liées à la ville
- Aloys Hirt (1759-1837), archéologue né à Behla.
- Rudolf Gleichauf (1826-1896), peintre né à Hüfingen.
- Bertold Hummel (1925-2002), compositeur né à Hüfingen.
- Valéry Giscard d'Estaing (1926-), président de la République Française (1974/1981), ayant combattu à Behla en 1945